# テスト管理
テスト管理とは、最も一般的にはテストプロセスを管理する活動を指す。テスト管理ツールは、テスト手順によって事前に指定されたテスト（自動または手動）を管理するために使用されるソフトウェアである。自動化ソフトウェアと関連していることが多い。テスト管理ツールには、要求テストマトリックス (RTM) の自動生成を可能にする要求および/または仕様管理モジュールが含まれていることが多く、これは被試験システム (SUT) の機能カバレッジを示す主な測定基準の1つである。

## データベースでのテスト定義の作成
テスト定義には、テスト計画、製品要件および仕様との関連付けが含まれる。最終的には、優先順位を確立できるように、テスト間に何らかの関係を設定することができる。
例えば、テストAがテストBの親であり、テストAが失敗している場合、テストBを実施するのは無駄かもしれない。
QA チームがテストの履歴を包括的に把握できるように、テストに対するすべての変更はバージョン管理されなければならない。

## テストキャンペーンの準備
これには、テスト ケースのいくつかのバンドルの構築と実行（または実行のスケジュール設定）が含まれる。
実行は手動でも自動でも可能。
手動実行
ユーザーはすべてのテストステップを手動で実行し、その結果をシステムに通知しなければならない。
テスト管理ツールの中には、この作業を容易にするために、ユーザーとテスト計画のインターフェースを提供するフレームワークを備えているものがある。 テストを実行する方法はいくつかある。テストを実行する最も単純な方法は、テストケースを実行することである。テストケースは、テスト計画、テストスクリプト、テスト環境、テストケースの実行記録、テストスイートなどの他のテスト成果物と関連付けられる。
自動実行
自動テストを実装する方法は、数多くある。
自動実行には、テスト管理ツールがテスト自体と互換性があることが必要である。
そのために、テスト管理ツールは独自の自動化フレームワークを提案したり、サードパーティーや独自の自動テストとのインタフェースをAPIで提供したりする。

## レポートとメトリクスの生成
テスト管理ツールの最終的な目標は、QAマネージャーがリリース前にテスト対象システムの品質を評価する際に役立つ、機密性の高いメトリクスを提供することである。
メトリクスは一般的に、成功率、進行/後退、その他多くの機密データを示す図表として表示される。

## バグの管理
最終的にテスト管理ツールは、バグ追跡機能を統合するか、少なくとも（BugzillaやMantisのような）よく知られた専用のバグ追跡ソリューションとインターフェースすることで、テストの失敗とバグを効率的に結びつけることができる。

## テスト活動の計画
テスト管理ツールは、QAマネジャーが事前に活動計画することを支援するように、プロジェクト管理機能を（またはサードパーティとのインターフェースとして）統合することもできる。

## テスト管理ツール
今日の市場には、商用およびオープンソースのテスト管理ツールがいくつかある。ほとんどのテスト管理ツールは、社内にインストールする必要があるWebサービス型のアプリケーションであるが、SaaSとしてアクセスできるものもある。